# Eigentliche Goldkuckucke

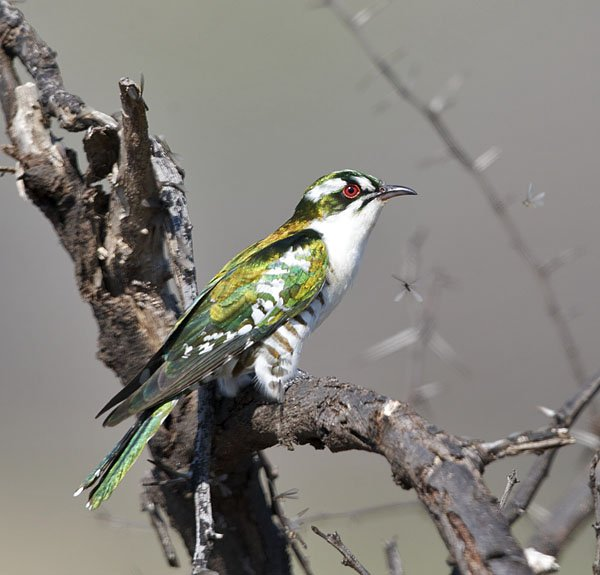
Goldkuckuck (Chrysococcyx caprius), Männchen

Die Eigentlichen Goldkuckucke (Chrysococcyx) bilden eine Gattung der Unterfamilie Cuculinae in der Familie der Kuckucke. Der Name Chrysococcyx setzt sich aus den griechischen Worten khrusos für Gold und kokkux für Kuckuck zusammen. Das lateinische Artepitheton »lucidus« steht für »hell«.

## Merkmale
Die Eigentlichen Goldkuckucke sind kleine Kuckucke, die vor allem durch ihr grün, braun oder gold glänzendes Gefieder auffallen. Hierauf verweist auch der Name Chrysococcyx, welcher sich aus den griechischen Worten für Gold (chrysos) und Kuckuck (kokyx) zusammensetzt. Alle Arten dieser Gattung sind Brutparasiten und leben in der Paläotropis und der Australis.

## Systematik
Die Gattung umfasst 7 Arten. Die deutschen Namen folgen Avibase.
- Goldkuckuck (Chrysococcyx caprius)
- Smaragdkuckuck (Chrysococcyx cupreus)
- Gelbkehlkuckuck (Chrysococcyx flavigularis)
- Klaaskuckuck (Chrysococcyx klaas)
- Prachtkuckuck (Chrysococcyx maculatus)
- Gould-Kuckuck (Chrysococcyx poecilurus)
- Amethystkuckuck (Chrysococcyx xanthorhynchus)

Aufgrund von genetischen Untersuchungen werden die Arten, die in der Orientalis und der Australis vorkommen und die früher zu den Eigentlichen Goldkuckucken gezählt wurden, mittlerweile von den meisten Autoren als eigene Gattung unter dem Namen Chalcites geführt. Hierzu zählen:
- Rotschwanzkuckuck (Chalcites basalis)
- Schwarzohrkuckuck (Chalcites osculans)
- Rothals-Bronzekuckuck (Chalcites ruficollis)
- Glanzbronzekuckuck (Chalcites lucidus)
- Rotschwingen-Bronzekuckuck (Chalcites meyerii)
- Grünscheitel-Bronzekuckuck (Chalcites minutillus)
- Dickschnabel-Bronzekuckuck (Chalcites crassirostris)

## Trivia
- Der deutsche Name und das Artepitheton des Klaaskuckucks ehren den Khoikhoi-Diener Klaas des französischen Naturforschers und Zoologen François Levaillant, der den Vogel 1784 fand.[7]
- Der wissenschaftliche Name des Rotschwingen-Bronzekuckuck ehrt den Entdecker der Art, den Ornithologen Adolf Bernhard Meyer.[7]